# Đại hội Thể thao Đông Nam Á 2019
Đại hội Thể thao Đông Nam Á 2019 (tiếng Anh: 2019 Southeast Asian Games), tên chính thức là Đại hội Thể thao Đông Nam Á lần thứ 30 hay SEA Games 30, thường được gọi là Philippines 2019, là một sự kiện thể thao đa môn cấp khu vực được tổ chức hai năm một lần, diễn ra tại Philippines từ ngày 30 tháng 11 đến ngày 11 tháng 12 năm 2019. Tuy nhiên, do lịch thi đấu dày đặc, một số môn thể thao đã bắt đầu trước lễ khai mạc, sớm nhất là từ ngày 24 tháng 11.
Kỳ đại hội này đánh dấu lần đầu tiên SEA Games được tổ chức phân tán quy mô lớn, với các địa điểm thi đấu nằm rải rác tại 23 thành phố trên đảo Luzon, chia thành 4 cụm chính: Metro Manila, Clark, Subic/Olongapo, và cụm thứ tư gồm các địa điểm riêng lẻ ở Cavite, Laguna và La Union. Đây là lần thứ tư Philippines đăng cai SEA Games, sau các năm 1981, 1991 và 2005.
SEA Games 2019 nổi bật khi lần đầu tiên đưa vào thi đấu các môn thể thao mới như esports, đua vượt chướng ngại vật, kurash, sambo, khúc côn cầu dưới nước, breaking (nhảy breakdance), lướt sóng, ngũ môn hiện đại, jiu-jitsu, kickboxing và trượt ván. Với tổng cộng 56 môn thể thao, đây là kỳ SEA Games có số lượng môn thi đấu nhiều nhất trong lịch sử.
Quyền đăng cai ban đầu được trao cho Brunei vào năm 2012, nhưng quốc gia này đã rút lui ngay trước kỳ SEA Games 2015 vì lý do tài chính và hậu cần. Philippines ban đầu được lên kế hoạch tổ chức SEA Games 2023, nhưng sau khi Brunei rút lui, nước này đã đồng ý tổ chức kỳ SEA Games 2019, nhường quyền đăng cai năm 2023 cho Campuchia. Tuy nhiên, vào năm 2017, Philippines bất ngờ tuyên bố rút lui do muốn chuyển ngân sách tổ chức sang tái thiết thành phố Marawi sau xung đột với nhóm khủng bố thân IS. Thái Lan và Indonesia đã đề nghị thay thế đăng cai, nhưng đến ngày 16 tháng 8 năm 2017, Chính phủ Philippines quyết định tiếp tục đăng cai SEA Games.
Nước chủ nhà Philippines đã giành vị trí nhất toàn đoàn sau 14 năm, phá vỡ kỷ lục huy chương của chính mình từng đạt được năm 2005, tiếp theo là Việt Nam và Thái Lan. Nhiều kỷ lục SEA Games và quốc gia đã bị phá vỡ trong kỳ đại hội này. Mặc dù có một số tranh cãi và sự cố, SEA Games 2019 vẫn được đánh giá là thành công, với chất lượng tổ chức, cơ sở vật chất và lòng hiếu khách được Hội đồng Olympic châu Á ghi nhận. Philippines đã lên kế hoạch đăng cai Đại hội Thể thao châu Á 2030, nhưng không thể nộp hồ sơ xin đăng cai đúng hạn.
Vận động viên Quah Zheng Wen của Singapore được trao giải VĐV nam xuất sắc nhất (MVP) với 6 HCV và 2 HCB, trong khi Nguyễn Thị Ánh Viên của Việt Nam giành được danh hiệu MVP nữ với thành tích tương tự. Giải Fairplay được trao cho Roger Casugay vì đã cứu sống một đối thủ trong khi thi đấu.

## Lựa chọn chủ nhà
Theo truyền thống của Đại hội Thể thao Đông Nam Á, nhiệm vụ chủ nhà được luân chuyển giữa các quốc gia thành viên của Liên đoàn Thể thao Đông Nam Á (SEAGF). Mỗi quốc gia được chỉ định để tổ chức đại hội trong một năm được định trước, nhưng họ có thể chọn đăng cai hoặc không.
Vào tháng 7 năm 2012, cuộc họp của SEAGF tại Myanmar đã xác định Malaysia sẽ tổ chức sự kiện trong năm 2017, nếu không có quốc gia nào khác sẵn sàng đấu thầu đại hội. Tổng thư ký Ủy ban Olympic Malaysia (OCM) Sieh Kok Chi, người tham dự cuộc họp, nói rằng Myanmar sẽ đăng cai Đại hội năm 2013, tiếp theo là Singapore vào năm 2015 và Brunei vào năm 2017. Tuy nhiên, đất nước Hồi giáo đã bỏ đăng cai Đại hội năm 2017, để đổi lấy nhiều thời gian hơn cho việc tổ chức kỳ năm 2019. Brunei chỉ mới tổ chức Đại hội một lần vào năm 1999 và có kế hoạch nâng cấp các cơ sở hạ tầng thể thao và xây dựng một sân vận động quốc gia mới ở Salambigar để phù hợp với Đại hội. Tuy nhiên, vào ngày 4 tháng 6 năm 2015, Brunei đã rút quyền chủ nhà tại cuộc họp ở Singapore sau khi Bộ Văn hóa, Thanh niên và Thể thao của quốc gia này nói rằng họ đã thất bại trong việc hỗ trợ cho Đại hội do thiếu các cơ sở hạ tầng thể thao, chỗ ở và chuẩn bị cho các vận động viên của họ.
Philippines

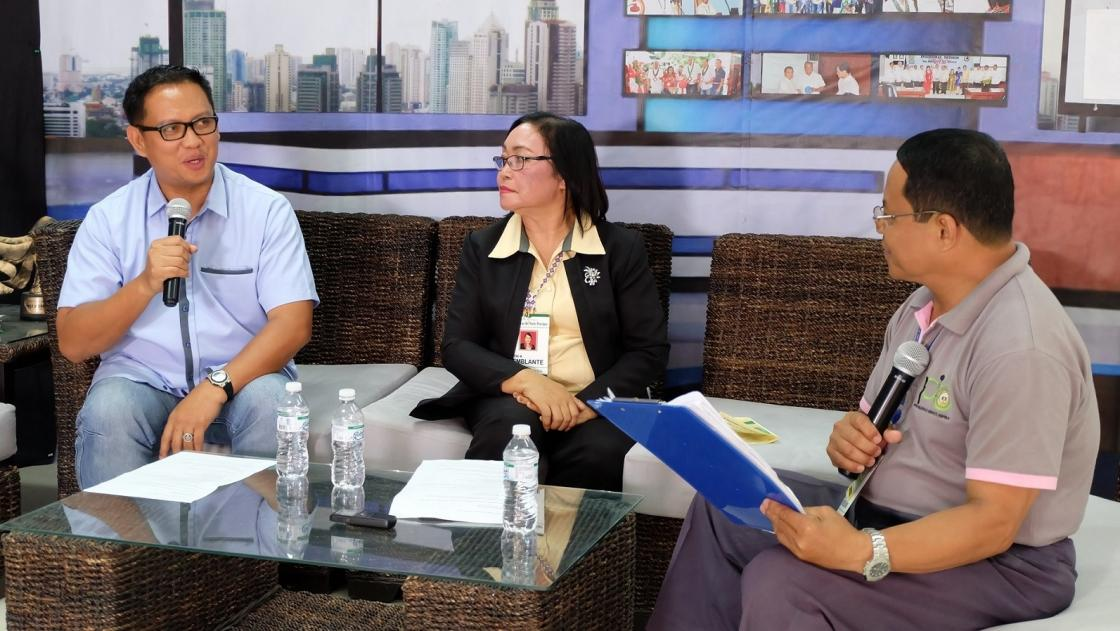
Điều phối viên thể thao cấp tỉnh và Trợ lý Quản trị viên tỉnh, ông Giovanni Gulanes tiết lộ nỗ lực của Davao del Norte để tổ chức Đại hội Thể thao Đông Nam Á 2019 tại Kapihan sa Kapitolyo. Tháng 7 năm 2016.

Với việc Brunei đã rút lui, Philippines đã bày tỏ sự quan tâm của mình để tổ chức Đại hội. Việt Nam, nước chủ nhà của Đại hội Thể thao Đông Nam Á 2021, cũng được đề nghị tổ chức kỳ này, nhưng đã từ chối. Vào ngày 10 tháng 7 năm 2015, Ủy ban Olympic Philippines (POC) đã tuyên bố Philippines sẽ tổ chức Đại hội. Thành phố Davao và Manila được mời chào là những ứng cử viên hàng đầu cho thành phố chủ nhà chính của Đại hội. Thành phố Cebu và Albay cũng bày tỏ sự quan tâm đến việc tổ chức một số sự kiện.
Vào ngày 21 tháng 7 năm 2017, Ủy ban Thể thao Philippines (PSC) đã nói với POC rằng họ đang rút hỗ trợ cho việc tổ chức Đại hội Thể thao Philippines 2019, và rằng chính phủ đã quyết định tái phân bổ các khoản tiền dành cho nỗ lực phục hồi Marawi đã bị tàn phá sau trận đánh Marawi; và sau đó người ta báo cáo rằng sự khăng khăng của POC trong việc xử lý tất cả các vấn đề của việc chủ nhà; tài chính, an ninh và việc tiến hành Đại hội như đã làm cho Đại hội Thể thao Đông Nam Á 2005 đã dẫn đến việc rút hỗ trợ của PSC.
Tuy nhiên, vào ngày 16 tháng 8, Philippines thông qua chủ tịch POC lúc đó là Peping Cojuangco đã xác nhận rằng nước này sẽ đăng cai Đại hội Thể thao Đông Nam Á 2019, sau khi Cojuangco đã viết thư cho Tổng thống Rodrigo Duterte và đề nghị xem xét lại.
Cojuangco đã tuyên bố rằng Đại hội sẽ được tổ chức ở khu vực Trung Luzon, đặc biệt là ở các tỉnh Bulacan, Pampanga và Zambales. Ông nói thêm rằng Philippine Arena trong vùng đô thị tự trị của Bocaue ở tỉnh Bulacan sẽ "nhiều khả năng" được sử dụng trong Đại hội. Vào tháng 1 năm 2018, trong khi khởi công Trung tâm thể thao thành phố New Clark (lúc đó là Thành phố thể thao Philippines), đã có thông báo rằng ban tổ chức sẽ cố gắng tổ chức tất cả các sự kiện của đại hội bên ngoài Manila với thành phố New Clark ở Capas, Tarlac, Subic và Bulacan là địa phương chủ nhà chính.

### Lễ bàn giao
Trong lễ bế mạc của Đại hội Thể thao Đông Nam Á 2017 diễn ra tại Kuala Lumpur, lá cờ hội đồng Liên đoàn Đại hội Thể thao Đông Nam Á mang tính biểu tượng đã được trao bởi chủ tịch Ủy ban Olympic Malaysia sắp mãn nhiệm HRH Tunku Tan Sri Imran cho chủ tịch Ủy ban Olympic Philippines (POC) Jose "Peping" Cojuangco, ông đã lần lượt trao cờ cho Bộ trưởng Ngoại giao lúc bấy giờ là Alan Peter Cayetano, người sẽ là Chủ tịch Ủy ban tổ chức Đại hội năm 2019. Trái ngược với các lễ bế mạc khác dã từng được tổ chức trong suốt lịch sử Đại hội Thể thao Đông Nam Á, chỉ có một đoạn phim quảng bá du lịch ở Philippines được trình bày thay vì một màn trình bày cho nước chủ nhà tiếp theo. Lý do cho điều này là Ủy ban Olympic Philippines đã quyết định hủy bỏ buổi biểu diễn được cho là tốn kém ở mức 8 triệu PhP. Một lý do khác là để tập trung vào lễ kỷ niệm 60 năm thành lập Liên bang Mã Lai (nay là Malaysia).

## Chuẩn bị

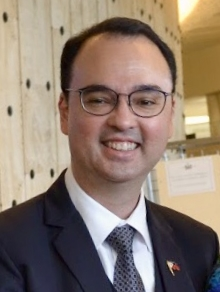
Alan Peter Cayetano từng là chủ tịch của ban tổ chức Đại hội.

Không giống như Đại hội Thể thao Đông Nam Á 2005, Đại hội Thể thao Đông Nam Á 2019 đã thông qua một cơ cấu tổ chức khác cho Ban tổ chức Đại hội Thể thao Đông Nam Á Philippines (PHILSGOC). Theo chủ tịch Ủy ban Thể thao Philippines William Ramirez, Ngoại trưởng (nay là Chủ tịch Hạ viện) Alan Peter Cayetano sẽ được bổ nhiệm làm chủ tịch ủy ban tổ chức, thay cho chủ tịch Ủy ban Olympic Philippines, người đã đảm nhận vai trò này vào năm 2005. Thượng nghị sĩ Juan Miguel Zubiri ban đầu là trưởng ban tổ chức trước khi được thay thế bởi Cayetano.
Ít nhất ba cuộc họp sẽ được tổ chức để chuẩn bị đại hội. Cuộc họp đầu tiên đã được tổ chức ở Shangri-la tại Pháo đài từ ngày 16 đến ngày 17 tháng 5 năm 2018. Một cuộc họp khác đã được tổ chức vào ngày 23–24 tháng 11 năm 2018.
Các quan chức của Hiệp hội Thể thao Quốc gia Philippines đã được chỉ định làm người quản lý thi đấu và được giao nhiệm vụ giải quyết các thỏa thuận địa phương liên quan đến môn thể thao của họ bao gồm hậu cần, địa điểm và thiết bị.

### Chi phí
Ngân sách cho đại hội ít nhất là ₱7,5 tỷ (147 triệu đô la Mỹ tính đến ngày 31 tháng 7 năm 2019). ₱6 tỷ (118 triệu đô la Mỹ) đã được chính phủ cung cấp trong khi phần còn lại được PHILSGOC bảo đảm từ các thỏa thuận tài trợ. Các quỹ của chính phủ đã được phân bổ cho Ủy ban Thể thao Philippines với ₱5 tỷ (98 triệu đô la Mỹ) từ các quỹ được Quốc hội Philippines phê chuẩn và phần còn lại lấy từ quỹ tăng cường được Tổng thống Rodrigo Duterte phê duyệt. Duterte đã phê duyệt các quỹ bổ sung vào tháng 5 năm 2019.

### Bán vé
Ban tổ chức đã đàm phán với SM Tickets về hệ thống bán vé. Tất cả vé cho tất cả các sự kiện ban đầu được lên kế hoạch tính phí, với các môn thể thao được ban tổ chức xác định là ít phổ biến hơn, sẽ có mức phí tối thiểu. Vào ngày 3 tháng 10 năm 2019, vé cho lễ khai mạc và các sự kiện chọn lọc đã được bán trên tất cả các chi nhánh của SM Tickets và qua trực tuyến. Tuy nhiên, vài ngày trước lễ khai mạc, đã có những lùm xùm về việc đòi bán vé miễn phí cho công chúng. Các nhân vật và nhóm của công chúng, chẳng hạn như Chủ tịch Monico Puentevella của Bộ môn Cử tạ Samahang và Đại hội Liên đoàn Lao động-Công đoàn của Philippines đã kêu gọi Tổng thống Rodrigo Duterte miễn phí vé. Người phát ngôn của Tổng thống Salvador Panelo đề nghị ban tổ chức tặng vé miễn phí hoặc thu phí với giá ưu đãi cho sinh viên.
Vào ngày 29 tháng 11 năm 2019, theo chỉ thị của Tổng thống Duterte, vé được phát miễn phí cho tất cả các sự kiện thể thao, ngoại trừ bóng rổ, bóng đá và bóng chuyền, đã được bán hết. Vé cũng được phát miễn phí cho lễ bế mạc, ban tổ chức tặng 10.000 vé cho SM Tickets để phân phối và hàng nghìn vé khác cho các đơn vị chính quyền địa phương.

### Vận chuyển
Các nhà tổ chức đã phối hợp với Sở Giao thông vận tải liên quan đến công tác hậu cần cho Đại hội bao gồm việc có thể đóng cửa Đường cao tốc Bắc Luzon trong 12 giờ trước lễ khai mạc.
Xe bao gồm 362 xe buýt công cộng, 162 chiếc xe ô tô mui kín và 100 chiếc xe VIP, được lên kế hoạch để mua và 268 xe tải được sử dụng thông qua việc thuê để sử dụng cho đại hội trong khu vực.
Ngoài ra, ba chiếc xe điện tự lái sẽ được cung cấp bởi công ty Mỹ Connected Autonomous Shared Transportation (COAST) để vận chuyển hành khách ở thành phố New Clark miễn phí cho chính phủ.

### Tình nguyện viên
Ban tổ chức đại hội đã khởi động một chương trình tình nguyện viên vào tháng 4 năm 2019 ở Taguig để hỗ trợ tổ chức Đại hội Thể thao Đông Nam Á 2019 với mục tiêu tình nguyện viên ban đầu là 12.000. Khoảng 9.000 cá nhân đã được tuyển dụng trong số 20.686 người đã bày tỏ sự quan tâm để tham gia chương trình tình nguyện viên, 14.683 trong số đó đã đăng ký thông qua các cổng trực tuyến chính thức. 2.960 ứng viên là người nước ngoài trong khi 6.003 được bầu bởi các tổ chức giáo dục. Sự phân bổ gần đúng số tình nguyện viên cho mỗi cụm bao gồm: 2.250 ở cụm Clark, 1.980 ở cụm Subic, 3.150 ở Vùng đô thị Manila và 1.620 ở các địa điểm khác không phải là một phần của ba cụm đầu tiên.

### Huy chương
Các bộ huy chương chính thức cho Đại hội Thể thao Đông Nam Á 2019 được thiết kế bởi nhà điêu khắc kim loại người Philippines Daniel dela Cruz, người cũng đã thiết kế ngọn đuốc SEA Games, kết hợp các yếu tố lấy cảm hứng từ Philippines. Ở mặt trước của huy chương, phía trên logo SEA Games là một cánh buồm hay "layag", thường được các thuyền Philippines sử dụng. Bao quanh logo là những con sóng biển biểu thị quần đảo Philippines. Ở phía sau là hình ảnh nhìn từ trên không của sân vận động điền kinh thành phố New Clark, nơi diễn ra SEA Games, được thực hiện bằng cách sử dụng khắc mật độ cao. Biểu tượng của các môn thể thao khác nhau được khắc bằng cách sử dụng laser.
Huy chương vàng được làm bằng vật liệu mạ vàng 24 karat với thiết kế hình sóng ở phía trước được làm bằng rhodium qua quá trình mạ hai lớp. Huy chương đồng được làm bằng màu "vàng hồng" thay vì màu nâu truyền thống. Ruy băng được sử dụng để giữ kỷ niệm chương có thiết kế hai mặt; một mặt mang màu sắc gắn liền với Đại hội Thể thao Đông Nam Á và mặt còn lại được trang trí bằng các họa tiết dệt truyền thống của Philippines. Chúng được đi kèm với một hộp đựng bằng gỗ, trong khi những người được huy chương cũng nhận được bó hoa, thú nhồi bông Pami và máy bay Philippine Airlines.

### Ngọn đuốc
Thiết kế của ngọn đuốc chính thức cho Đại hội được thiết kế bởi nhà điêu khắc kim loại người Philippines Daniel dela Cruz Ngọn đuốc được lấy cảm hứng từ sampaguita (Jasminum sambac) - quốc hoa của Philippines và những phần búa của vật thể tượng trưng cho những tia sáng của mặt trời cờ Philippines. Theo các nhà tổ chức, mặt trời tượng trưng cho "sự thống nhất, chủ quyền, bình đẳng xã hội và độc lập" ngoài việc chia sẻ cùng một biểu tượng với mặt trời của quốc kỳ Philippines. Ngọn đuốc nặng khoảng 1,5 kg, không quá nặng đối với người cầm đuốc. Ngọn đuốc chính thức được công bố vào ngày 23 tháng 8 năm 2019 tại Trung tâm hội nghị quốc tế Philippines ở Pasay trong thời gian đếm ngược 100 ngày cho đại hội.

### Rước đuốc
Trước lễ rước đuốc ở Philippines là nghi thức thắp sáng chiếc đèn lồng tại sân vận động Quốc gia Bukit Jalil ở Kuala Lumpur vào ngày 3 tháng 10 năm 2019. Trong buổi lễ, quốc gia chủ nhà Malaysia của lần trước đã trao chiếc đèn lồng mang ngọn lửa Đại hội Thể thao Đông Nam Á sang Philippines. Sau lễ bàn giao, ngọn lửa trong chiếc đèn lồng được bay tới Philippines.
Cuộc rước đuốc bắt đầu từ SM Lanang ở thành phố Davao vào ngày 30 tháng 10 năm 2019. Chặng thứ hai của cuộc chạy sẽ được tổ chức ở thành phố Cebu vào ngày 16 tháng 11 năm 2019 và sẽ kết thúc vào ngày 23 tháng 11 năm 2019 tại thành phố New Clark ở Capas, Tarlac. Trước đây đã có báo cáo về kế hoạch có Vùng đô thị Manila, Tagaytay là điểm dừng cho cuộc rước đuốc.
| 30 tháng 10 01.Thành phố Davao | 16 tháng 11 02.Thành phố Cebu | 23 tháng 11 03.Capas |

### Vạc
Chiếc vạc là một cấu trúc kim loại cao 12,5 mét (41 ft), được xây dựng bên ngoài sân vận động New Clark City Athletics ở Capas, Tarlac và được thắp sáng vào ngày 30 tháng 11 bởi hai võ sĩ Manny Pacquiao và Nesthy Petecio trong lễ khai mạc. Bên trong là một không gian rỗng chứa đầy sỏi, được nâng đỡ bởi một số cấu trúc kim loại ở mỗi bên của cấu trúc. Theo PHISGOC, chi phí ước tính cho việc xây dựng và bảo trì chiếc vạc vào khoảng 47 triệu peso.

Vạc

Chiếc vạc được thiết kế bởi Nghệ sĩ quốc gia về kiến trúc, Francisco Mañosa. Đây là dự án cuối cùng của anh trước khi qua đời.

## Địa điểm
Có bốn cụm hoặc trung tâm được chỉ định cho các sự kiện thể thao của Đại hội Thể thao Đông Nam Á 2019 là Clark, Subic, Vùng đô thị Manila và "Các khu vực khác". Trước đây, cụm thứ tư được biết đến là Cụm BLT (Batangas, La Union và Tagaytay). Trung tâm chính là Clark có khu liên hợp thể thao xây dựng tại khu phát triển thành phố New Clark ở Capas, Tarlac. Địa điểm thứ hai sẽ là Subic trong khi địa điểm thứ ba sẽ là Vùng đô thị Manila và các khu vực lân cận khác.
Lễ khai mạc sẽ được tổ chức tại Philippine Arena ở Bulacan trong khi lễ bế mạc sẽ được tổ chức ở thành phố New Clark.
Ủy ban Thể thao Philippines đã xác nhận rằng Manila sẽ tổ chức các nội dung quyền Anh, bóng rổ và bóng chuyền trong khi Subic sẽ tổ chức các nội dung thể thao dưới nước.
Việc xây dựng các khu nhà lớn và biệt thự của NOC (Ủy ban Olympic Quốc gia) để có thể đón tiếp các đại biểu từ các quốc gia cạnh tranh đã được đề xuất xây dựng ở thành phố New Clark. Mỗi khu nhà lớn sẽ có từ 15 đến 17 phòng.

### Địa điểm được đề xuất

#### Cụm Clark

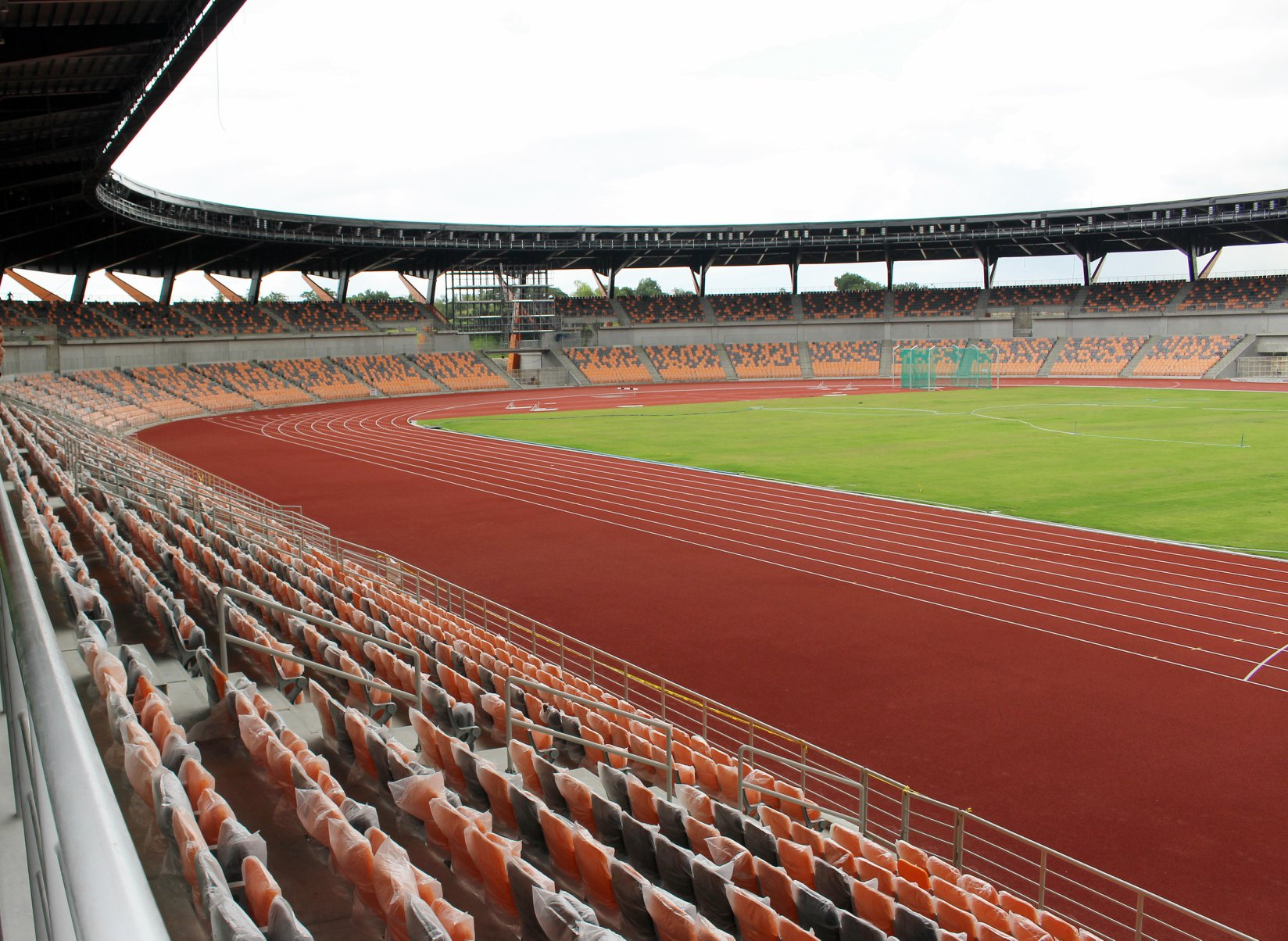
Sân vận động điền kinh của Trung tâm thể thao thành phố New Clark sẽ tổ chức lễ bế mạc và điền kinh.

| Thành phố/Vùng đô thị | Địa điểm                                         | Môn thể thao                                      |
| --------------------- | ------------------------------------------------ | ------------------------------------------------- |
| Angeles               | AUF Gymnasium                                    | Arnis, Sambo, Đấu vật                             |
| Angeles               | DECA Clark Wakepark                              | Wakeboarding, Waterskiing                         |
| Lubao                 | Pradera Verde                                    | Bắn súng                                          |
| Mabalacat             | Khu diễu hành Clark                              | Bắn cung, Bóng bầu dục bảy người                  |
| Mabalacat             | Thành phố toàn cầu Clark                         | Bowling trên cỏ                                   |
| Mabalacat             | Khách sạn và sòng bạc Royce                      | Thể thao khiêu vũ, Bi sắt                         |
| Mabalacat             | Các làng                                         | Bóng chày, Bóng mềm                               |
| San Fernando          | Trung tâm tổ chức sự kiện LausGroup              | Judo, Jujitsu, Kurash                             |
| Capas                 | Sân vận động điền kinh thành phố New Clark       | Điền kinh                                         |
| Capas                 | Trung tâm thể thao dưới nước thành phố New Clark | Thể thao dưới nước (Nhảy cầu, Bơi lội, Bóng nước) |
| Thành phố Tarlac      | Câu lạc bộ golf và đồng ruộng Luisita            | Golf                                              |

#### Cụm Vùng đô thị Manila

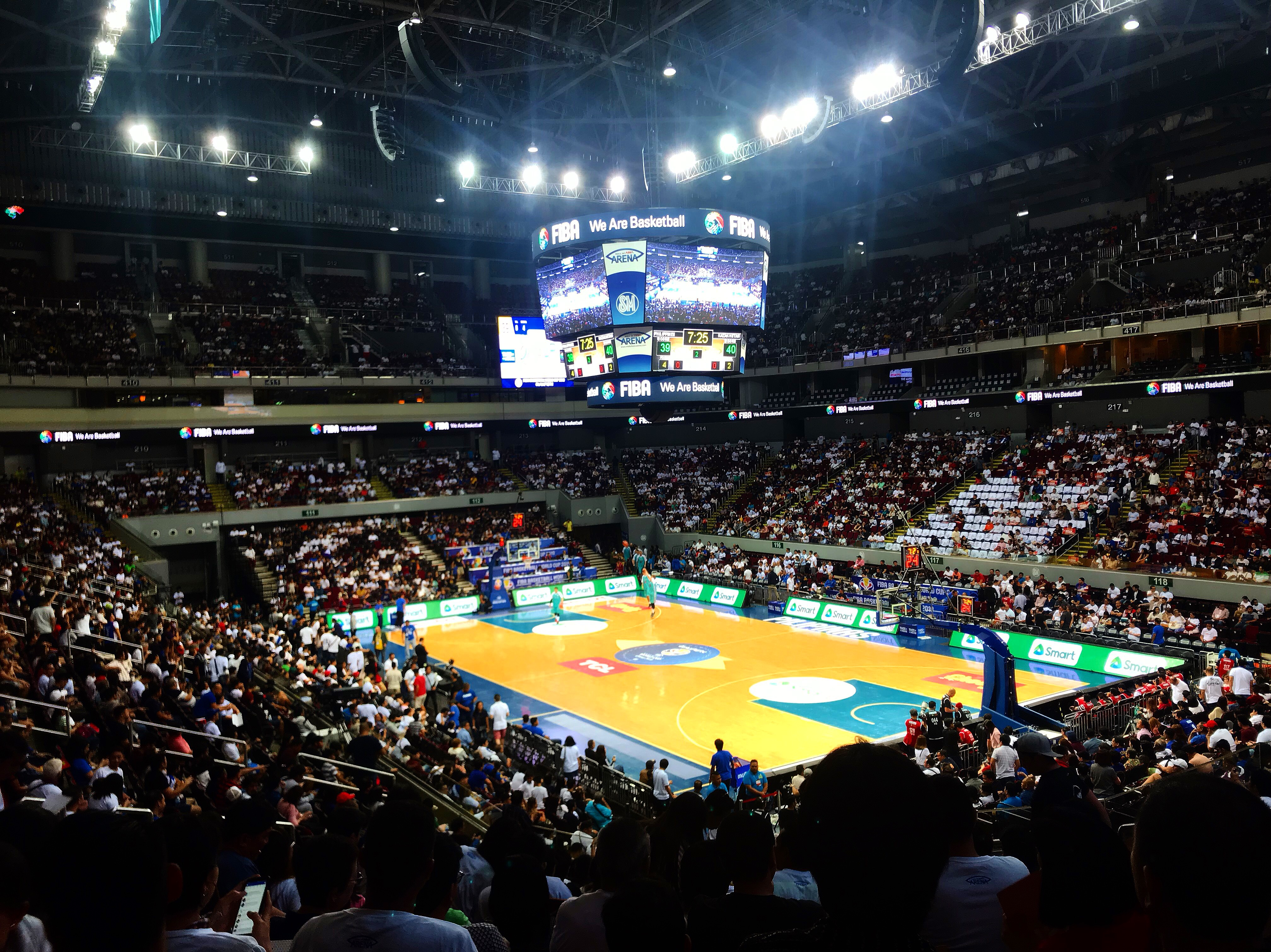
Mall of Asia Arena sẽ tổ chức nội dung bóng rổ 5x5.

| Thành phố/Vùng đô thị | Địa điểm                                                    | Môn thể thao                                     |
| --------------------- | ----------------------------------------------------------- | ------------------------------------------------ |
| Makati                | Makati Coliseum                                             | Cầu lông                                         |
| Mandaluyong           | Sân băng SM Megamall                                        | Trượt băng tốc độ, Trượt băng nghệ thuật         |
| Mandaluyong           | Starmall EDSA-Shaw                                          | Bowling                                          |
| Manila                | Lều khách sạn Manila                                        | Billiards                                        |
| Manila                | Sân vận động Ninoy Aquino                                   | Taekwondo, Cử tạ                                 |
| Manila                | Sân vận động tưởng niệm Rizal                               | Bóng đá (Nam)                                    |
| Manila                | Khu liên hợp thể thao tưởng niệm Rizal                      | Bóng quần                                        |
| Manila                | Khu liên hợp thể thao tưởng niệm Rizal - Trung tâm quần vợt | Quần vợt, Quần vợt mềm                           |
| Manila                | Rizal Memorial Coliseum                                     | Thể dục dụng cụ (Aerobic, Nghệ thuật, Nhịp điệu) |
| Muntinlupa            | Thành phố Filinvest                                         | Vượt chướng ngại vật                             |
| Pasay                 | Diễn đàn PICC                                               | Quyền Anh, Kickboxing                            |
| Pasay                 | Mall of Asia Arena                                          | Bóng rổ                                          |
| Pasay                 | Sân trượt băng SM Mall of Asia                              | Khúc côn cầu trên băng                           |
| Pasay                 | Trung tâm thương mại thế giới                               | Đấu kiếm, Karatedo, Wushu                        |
| Pasig                 | PhilSports Arena                                            | Bóng chuyền trong nhà                            |
| Thành phố Quezon      | Khu liên hợp thể thao Amoranto                              | Xe đạp (Lòng chảo)                               |
| San Juan              | Trung tâm Filoil Flying V                                   | Bóng rổ 3x3, Thể thao điện tử                    |

#### Cụm Subic

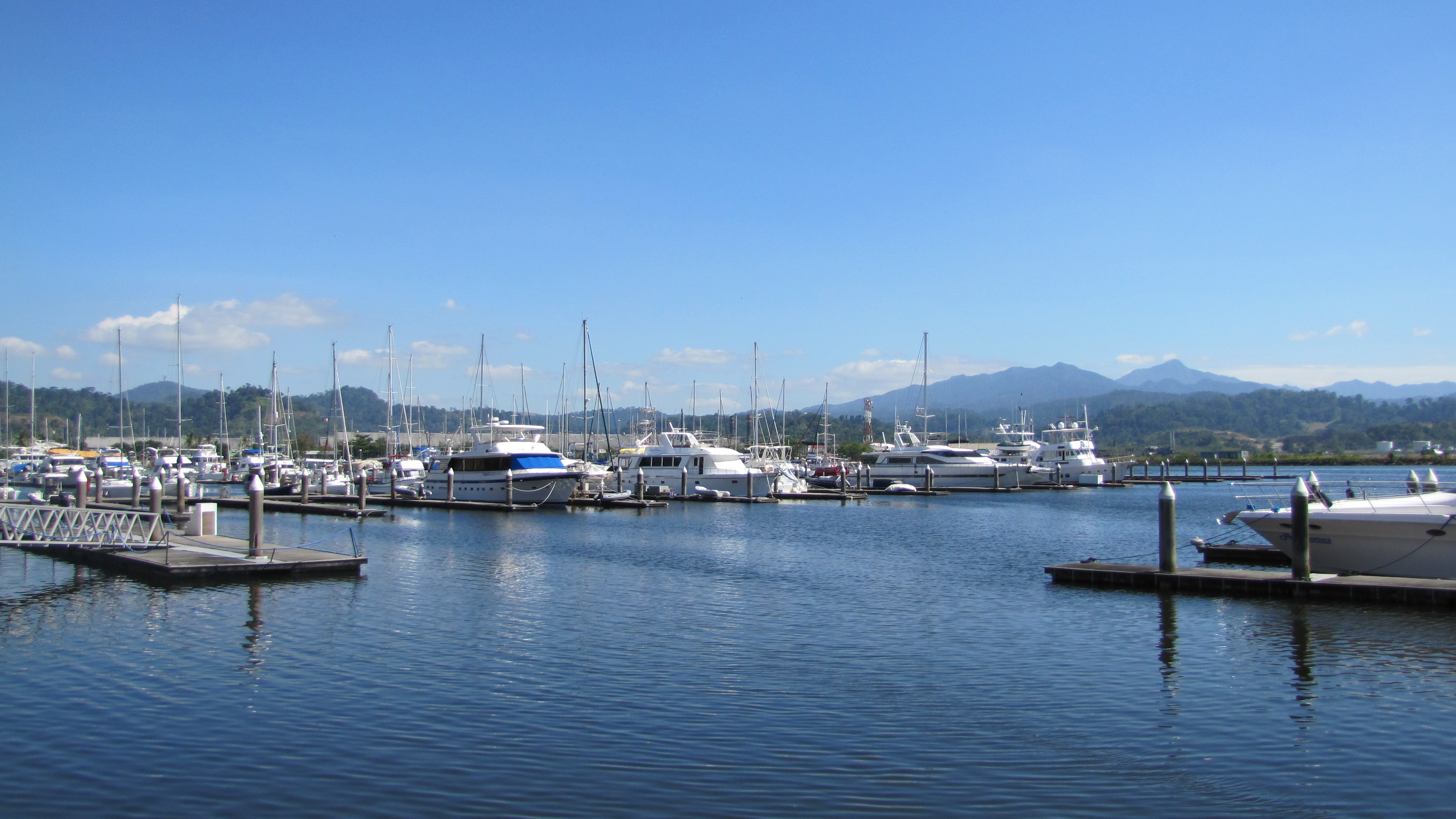
Câu lạc bộ du thuyền Vịnh Subic sẽ tổ chức thuyền buồm.

| Thành phố/Vùng đô thị | Địa điểm                                   | Môn thể thao                                                                                         |
| --------------------- | ------------------------------------------ | --- |
| Olongapo              | Ngọn hải đăng                              | Lướt ván buồm                                                                                        |
| Olongapo              | Công viên Malaawan                         | Canoe/kayak, Đua thuyền truyền thống, Đua thuyền rồng                                                |
| Olongapo              | Sân quần vợt Vịnh Subic                    | Bóng chuyền bãi biển, Bóng ném bãi biển                                                              |
| Olongapo              | Trung tâm hội nghị và triển lãm Vịnh Subic | Muay Thái, Pencak Silat, Bóng bàn                                                                    |
| Olongapo              | Câu lạc bộ du thuyền Vịnh Subic            | Thuyền buồm                                                                                          |
| Olongapo              | Subic Gymnasium                            | Cầu mây                                                                                              |
| Subic/Olongapo        | Subic Bay Boardwalk                        | Thể thao dưới nước (Bơi mở rộng-10 km), Hai môn phối hợp, Ba môn phối hợp, Năm môn phối hợp hiện đại |
| Subic/Olongapo        | Khách sạn Travelers                        | Cờ vua                                                                                               |
| Subic/Olongapo        | Kamana Sanctuary, Vịnh Triboa              | Chèo thuyền                                                                                          |

#### Các khu vực khác

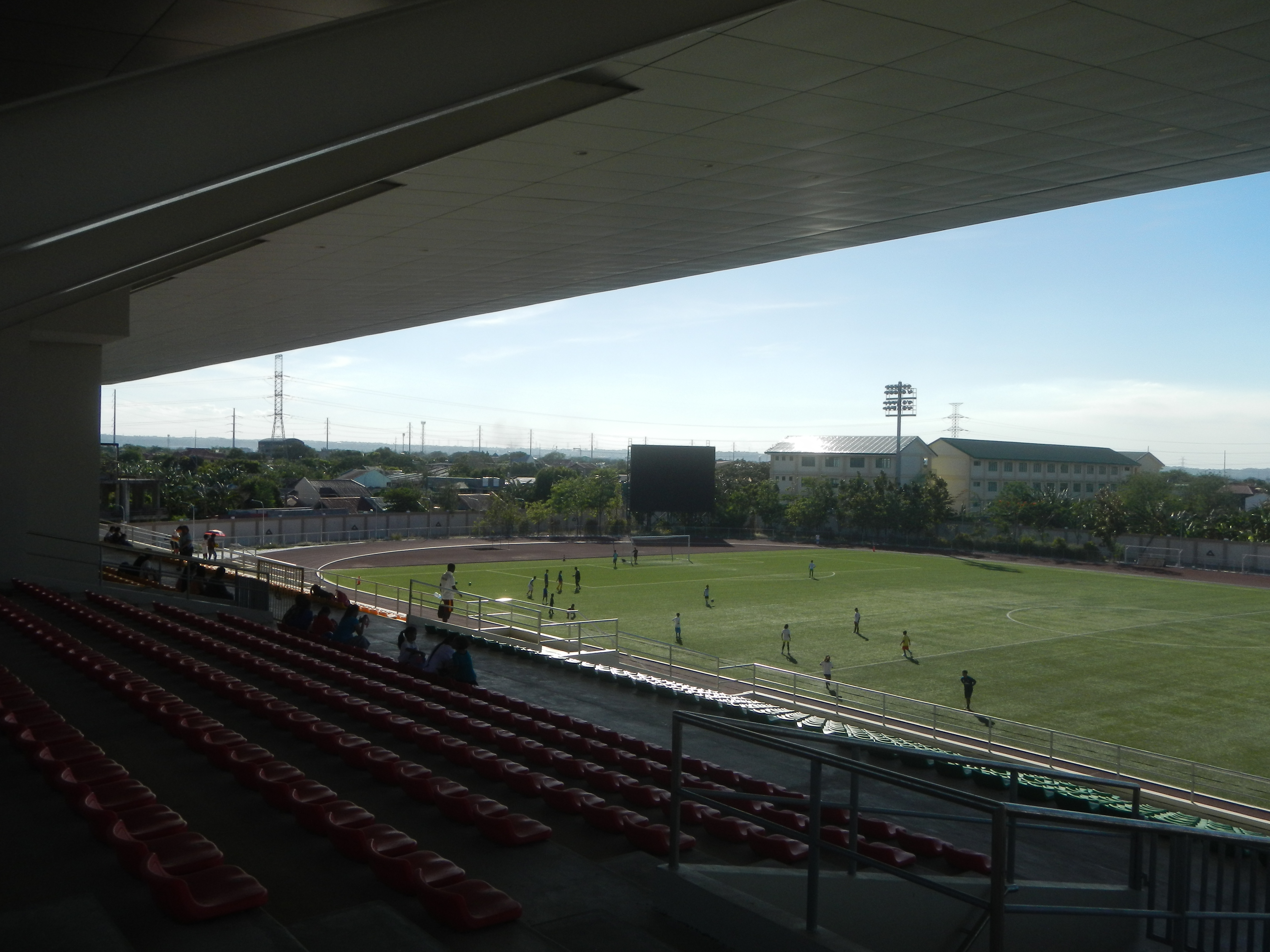
Sân vận động bóng đá Biñan sẽ tổ chức các trận đấu bóng đá nữ và lựa chọn bóng đá nam.

| Thành phố/Vùng đô thị | Địa điểm                        | Môn thể thao                                   |
| --------------------- | ------------------------------- | ---------------------------------------------- |
| Calatagan (Batangas)  | Miguel Romero Field             | Polo                                           |
| Imus (Cavite)         | Trung tâm thể thao Vermosa      | Khúc côn cầu dưới nước                         |
| Tagaytay (Cavite)     | Tagaytay                        | Xe đạp (BMX, Đường trường, Lên núi), Trượt ván |
| Biñan (Laguna)        | Sân vận động bóng đá Biñan      | Bóng đá (Nam và Nữ)                            |
| Los Baños (Laguna)    | Trung tâm mua sắm Centro        | Khúc côn cầu trên cứng, Khúc côn cầu trong nhà |
| Santa Rosa (Laguna)   | Sta. Khu liên hợp thể thao Rosa | Bóng lưới                                      |
| San Juan (La Union)   | Monalisa Point                  | Lướt sóng                                      |

### Địa điểm không thi đấu

Philippine Arena của Ciudad de Victoria sẽ tổ chức lễ khai mạc.

| Cụm              | Thành phố/Vùng đô thị | Địa điểm                   | Sự kiện/Chỉ định                                     |
| ---------------- | --------------------- | -------------------------- | ---------------------------------------------------- |
| Clark            | Angeles               | Công viên Bayanihan        | Lễ đếm ngược và khởi động                            |
| Clark            | Angeles               | Sân bay quốc tế Clark      | Cảng nhập khẩu                                       |
| Clark            | Angeles               | Khu diễu hành              | Khu vực cổ động viên                                 |
| Clark            | Capas                 | Sân vận động điền kinh NCC | Lễ bế mạc                                            |
| Clark            | Capas                 | Làng vận động viên         | Nơi nhà ở chính thức của vận động viên               |
| Clark            | Mabalacat             | Trung tâm hội nghị ASEAN   | Trung tâm phát sóng quốc tế, Trung tâm báo chí chính |
| Các khu vực khác | Bocaue (Bulacan)      | Philippine Arena           | Lễ khai mạc                                          |

## Tiếp thị

### Thương hiệu và ra mắt chính thức

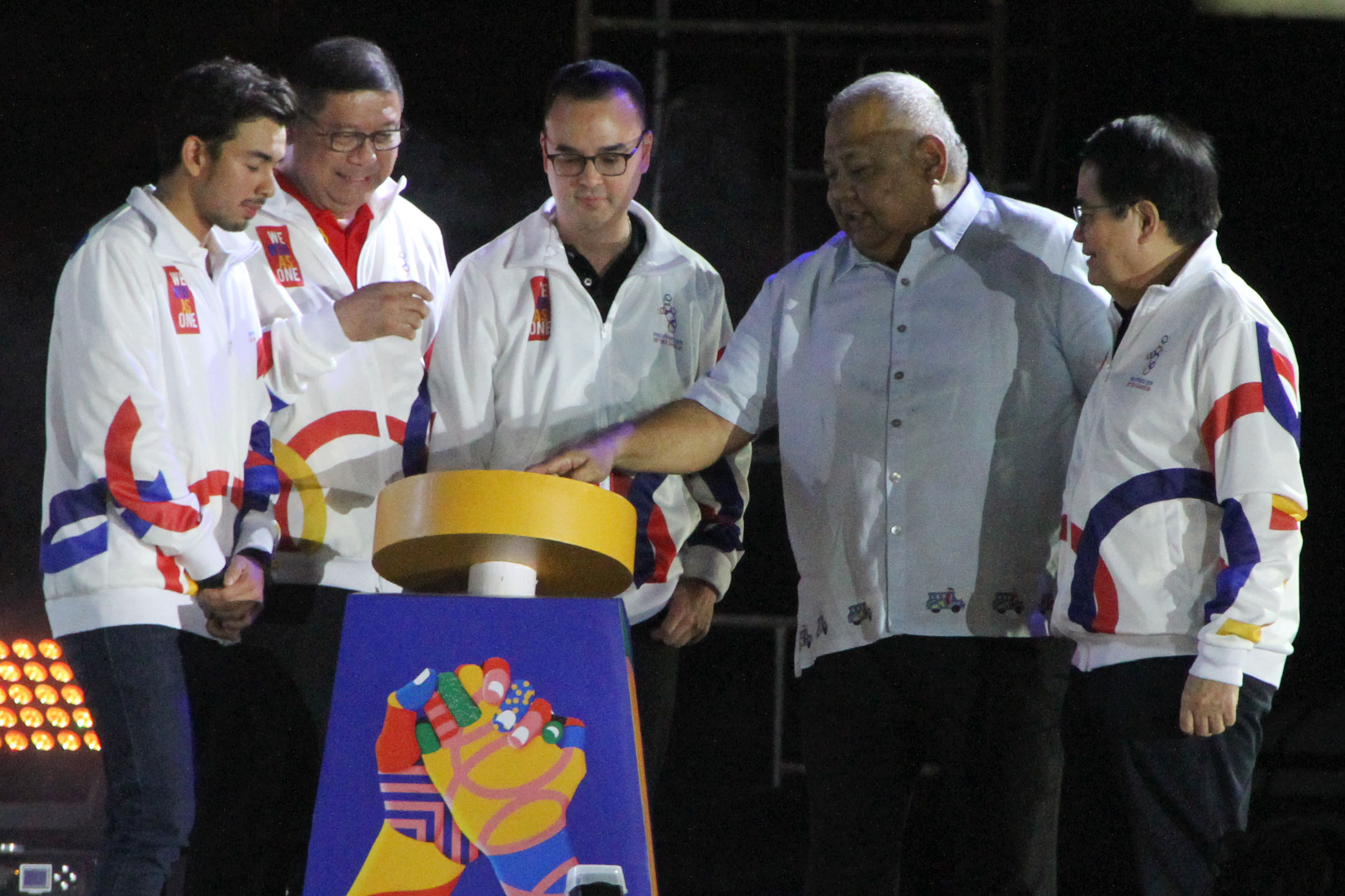
Các quan chức dẫn đầu sự ra mắt của đếm ngược một năm cho Đại hội tại Công viên Bayanihan được tổ chức vào ngày 30 tháng 11 năm 2018.

Lễ đếm ngược và ra mắt chính thức của Đại hội Thể thao Đông Nam Á 2019 đã được thực hiện tại Công viên Bayanihan tại Khu vực cảng tự do Clark ở Pampanga, với sự tham dự của đại diện 11 quốc gia tham gia Đại hội. Tại buổi lễ, biểu trưng và chủ đề của Đại hội đã chính thức được công bố. Một cấu trúc cao 15 m (49 ft) bao gồm 11 vòng đại diện cho 11 quốc gia cũng được thắp sáng như một phần của lễ đếm ngược. Linh vật nhanh chóng được xác nhận chính thức bên ngoài nghi lễ đếm ngược.

#### Khẩu hiệu

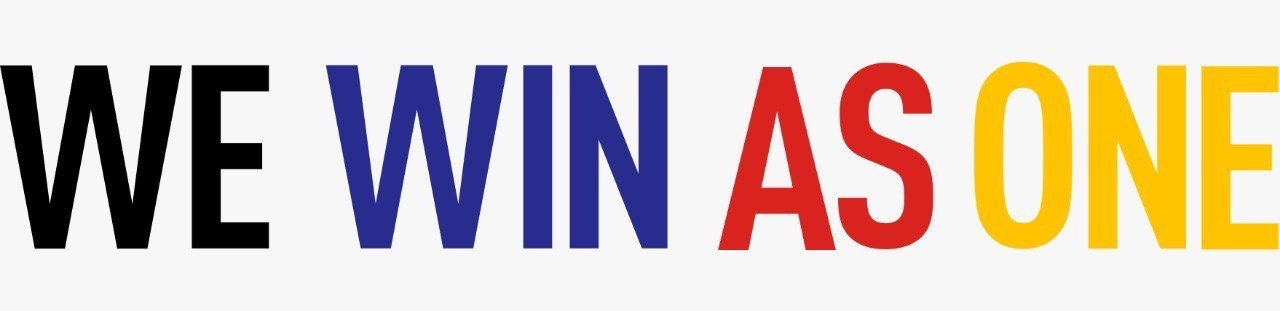
Khẩu hiệu chính thức của đại hội năm 2019, tạm dịch: "Chúng ta cùng chiến thắng".

Khẩu hiệu chính thức của Đại hội Thể thao Đông Nam Á 2019 cũng như chủ đề của nó là "Chúng ta cùng chiến thắng" (tiếng Anh: We Win As One.).

#### Biểu trưng
Một bản xem trước biểu trưng của Đại hội Thể thao Đông Nam Á 2019 đã được trình bày trước Hội đồng Olympic châu Á vào ngày 20 tháng 8 năm 2018 ở Jakarta, Indonesia trong Đại hội Thể thao châu Á 2018. Biểu trưng chính thức mô tả 11 vòng từ biểu trưng của Liên đoàn Đại hội Thể thao Đông Nam Á tạo thành hình dạng đất nước Philippines và được tô màu đỏ, màu xanh dương, màu vàng và màu xanh lục. Biểu trưng đã trở thành chính thức trong lễ ra mắt ở Công viên Bayanihan. Dư luận có nhiều ý kiến trái chiều về biểu trưng này, trong đó có việc biểu trưng thiếu tính sáng tạo và sự quan tâm đến thiết kế.

#### Linh vật

Pami, linh vật chính thức của đại hội.

Linh vật của Đại hội là Pami, bắt nguồn từ "pamilya" từ tiếng Philippines có nghĩa là "gia đình". Theo giám đốc điều hành của Đại hội Thể thao Đông Nam Á 2019 Ramon Suzara, linh vật đại diện cho mọi quốc gia, mọi vận động viên, mọi người đến với nhau để hỗ trợ lẫn nhau tại đại hội. Linh vật với một nhân vật vui đã được mô tả là được làm từ những quả bóng hình cầu. Giống như biểu trưng và chủ đề, nó cũng được công bố trước trong cuộc họp ở Jakarta, Indonesia, và trở thành chính thức trong lễ đếm ngược ở Công viên Bayanihan.

#### Bài hát chủ đề
Ryan Cayabyab đã sáng tác bài hát chủ đề chính thức của Đại hội Thể thao Đông Nam Á 2019, tên bài hát đồng thời là khẩu hiệu chính thức của đại hội "We Win As One". Floy Quintos đã viết lời cho bài hát được ra mắt chính thức vào ngày 11 tháng 7 năm 2019. Lea Salonga đã biểu diễn cho buổi phát hành chính thức bài hát chủ đề. Bài hát chủ đề và video âm nhạc cho "We Win As One" đã chính thức được phát hành vào ngày 3 tháng 9 năm 2019 tại Resorts World Manila. Video âm nhạc được quay tại Trung tâm thể thao thành phố New Clark được đạo diễn bởi Shem Hampac và được sản xuất bởi Equinox Manila.
Ban đầu, Cayabyab đã sáng tác bài hát với mong muốn 11 ca sĩ sẽ biểu diễn chính thức. Bài hát đã được sửa đổi để phù hợp hơn cho buổi biểu diễn solo sau khi Lea Salonga được khai thác để thực hiện phần biểu diễn. Cayabyab và Jimmy Antiporda là những người chịu trách nhiệm dàn dựng bài hát.
Sarah Geronimo đã phát hành "Who We Are", một bài hát kế thừa dành cho lực lượng lao động và tình nguyện viên của Đại hội Thể thao Đông Nam Á 2019. Bài hát đã được phát trong một số buổi lễ chiến thắng có các vận động viên giành huy chương của Philippines. Video âm nhạc được quay tại một số địa điểm của Đại hội.
Arnel Pineda và ban nhạc Philippines KO Jones cũng đã phát hành "Rock the SEA Games", bài hát cũng đã được phát trong một số kỳ SEA Games và được biểu diễn trong lễ bế mạc vào ngày 11 tháng 12 năm 2019.
Tháng 3 năm 2020, "We Win as One" đã được phối lại thành "We Heal As One" để ứng phó với đại dịch coronavirus năm 2020 ở Philippines. Ryan Cayabyab cũng đã sáng tác bài hát với phần lời mới của Floy Quintos. Bài hát được thể hiện bởi nhiều ca sĩ Philippines.

#### Trang phục chính thức
Quần áo để sử dụng chính thức được thiết kế cho đại hội sử dụng khác nhau. Những người trình bày các lễ trao thưởng của đại hội sẽ mặc trang phục lấy cảm hứng từ quần áo truyền thống của Philippines là mặc quần áo Balintawak, Barong Tagalog và Baro't Saya. Áo polo và áo khoác có mã màu cũng sẽ được phát minh: Đối với các quan chức Liên đoàn Đại hội Thể thao Đông Nam Á, nó sẽ có màu xanh lam, đối với các quan chức kỹ thuật là màu xanh lá cây, đối với các tình nguyện viên là màu đỏ và các quan chức của Ủy ban tổ chức Đại hội Thể thao Đông Nam Á Philippines (PHISGOC) là màu xanh hải quân. Đồng phục kinh doanh được thực hiện bởi nhà thiết kế thời trang Rajo Laurel cũng sẽ được sử dụng. Laurel đã thực hiện hai bộ đồng phục cho nữ (các bộ màu đen và màu trắng) và ba bộ cho nam (một bộ màu đen và hai bộ màu trắng).
Barong Tagalog sẽ được sử dụng làm đồng phục chính thức cho cuộc diễu hành của Đội tuyển Philippines tại Đại hội Thể thao Đông Nam Á 2019. Đồng phục chính thức được thiết kế bởi Francis Libiran. Trong khi trang phục tập luyện chính thức của các vận động viên người Philippines được tài trợ bởi Asics.

#### Tài trợ
Có ít nhất ba hạng nhà tài trợ cho Đại hội Thể thao Đông Nam Á 2019, phụ thuộc vào số tiền mà một công ty đóng góp cho đại hội. Các nhà tài trợ bạc đóng góp 500.000 đô la, các nhà tài trợ vàng đóng góp 2 triệu đô la và các nhà tài trợ bạch kim đóng góp 3 triệu đô la. Philippine Airlines là nhà cung cấp vận tải hàng không cho đại hội lần này. Razer Inc., công ty có trụ sở tại Singapore, sẽ tham gia vào việc tổ chức các nội dung Thể thao điện tử.
Sáu công ty đã ký kết thỏa thuận hợp tác với PHISGOC trong buổi lễ ký kết tài trợ vào ngày 13 tháng 2 năm 2019. Atos, một công ty quốc tế cũng là Đối tác CNTT của Thế vận hội và Thế vận hội Người khuyết tật, được chỉ định là nhà cung cấp hệ thống quản lý đại hội chính thức. GL Eventscó trụ sở tại Pháp sẽ cung cấp các lớp phủ và cấu trúc tạm thời của 39 địa điểm thể thao sẽ được sử dụng cho Đại hội Thể thao Đông Nam Á 2019. Grand Sport, một công ty may mặc thể thao từ Thái Lan, là nhà cung cấp đồng phục chính thức cho lực lượng lao động, các tình nguyện viên và các quan chức kỹ thuật. Bộ dụng cụ chính thức của các vận động viên quốc gia của nước chủ nhà sẽ được cung cấp bởi Asics. Mikasa, Marathon, và Molten là các nhà cung cấp những quả bóng thi đấu và dụng cụ thể thao chính thức của đại hội, tất cả đều do Sonak Corporation mang vào. PHISGOC được chỉ định MediaPro Asia là nhà sản xuất độc quyền chính thức, bản quyền phương tiện truyền thông, tiếp thị và tài trợ cho đại hội.
Dịch vụ xe tự hành (AV) từ COAST Autonomous có trụ sở tại Hoa Kỳ sẽ được sử dụng để phục vụ các vận động viên và quan chức giữa làng vận động viên, trung tâm thể thao dưới nước và sân vận động điền kinh ở thành phố New Clark. Đây sẽ là lần đầu tiên triển khai dịch vụ AV trong một sự kiện thể thao lớn.
SM Lifestyle, Inc., một chi nhánh của SM Prime Holdings, được đặt tên là đối tác địa điểm chính thức của đại hội trong khu vực với địa điểm cho bóng rổ nam và khúc côn cầu trên băng được tổ chức tại các cơ sở hạ tầng do Tập đoàn SM được quản lý.
Tập đoàn NEP có trụ sở tại Pennsylvania, nhà phát sóng chính thức của Đại hội đã bán toàn bộ và một phần bản quyền phát sóng cho các nhà đài khác. Skyworth được coi là đối tác truyền hình chính thức trong Đại hội. Họ đã đưa tin về các sự kiện trước cuộc thi, bao gồm cả các sự kiện rước đuốc ở Philippines và Malaysia, cũng như Trung tâm trò chơi và Khu người hâm mộ. Tài trợ hạng bạch kim đã được hỗ trợ bởi công ty Mediapro Asia của Singapore.
Mastercard là nhà tài trợ chính cho ứng dụng di động chính thức của đại hội, cho phép người dùng xem lịch thi đấu và kết quả cũng như mua vé và thức ăn tại địa điểm.
Ban tổ chức đã đảm bảo bảo hiểm cho các vận động viên và quan chức của Đại hội từ Standard Insurance Co. Inc. trong khoảng thời gian từ ngày 15 tháng 10 đến ngày 15 tháng 12 năm 2019, mỗi người thụ hưởng có mức bảo hiểm là 300 thousand nghìn peso. Chế độ bảo hiểm bao gồm tử vong hoặc bất kỳ thương tích nào liên quan đến tai nạn phát sinh cả trong thi đấu và huấn luyện, cũng như tổn thất do hành động phá hoại và khủng bố. Standard Insurance có EMA-Global là đối tác cung cấp dịch vụ y tế của mình.
| Các nhà tài trợ Đại hội Thể thao Đông Nam Á 2019 | Các nhà tài trợ Đại hội Thể thao Đông Nam Á 2019 |
| Bậc / Tài trợ                                    | Các công ty tài trợ |
| ------------------------------------------------ | --- |
| Bạch kim                                         | Ajinomoto, PAGCOR, Skyworth, CooCaa, Philippine Airlines, Pinaco, Morris Garages, Phoenix Petroleum, Megaworld Corporation, Resorts Manila thế giới |
| Vàng                                             | Pocari Sweat, Nestlé (Milo), Mastercard, NLEX - SCTEX, Razer, Coca-Cola, PLDT-Smart                                                                 |
| Đối tác ưu tiên                                  | Sự kiện ASICS, GL, Grand Sport, BMW Philippines, SM Lifestyle, Inc., FBT                                                                            |
| Đối tác Uy tín                                   | Molten Corporation, Mikasa Sports, Marathon, Filinvest City, GSIS                                                                                   |
| Đối tác ngân hàng chính thức                     | Ngân hàng Trung Quốc, Ngân hàng Quốc gia Philippines                                                                                                |
| Cửa hàng tiện lợi chính thức                     | FamilyMart |
| Đồng hồ kỷ niệm chính thức                       | Ibarra Manila |
| Đối tác bảo hiểm chính thức                      | Standard Insurance |
| Đối tác truyền thông chính thức                  | Nhóm công ty Inquirer, ABS-CBN, CNN Philippines, Digital Out of Home (DOOH), United Neon Media Group, GMA Network, TV5 Network, NBA TV Philippines  |
| Đối tác truyền hình chính thức                   | NEP |

## Đại hội

### Lễ khai mạc
Philippine Arena ở Bocaue, Bulacan được lên kế hoạch trở thành địa điểm tổ chức lễ khai mạc của Đại hội Thể thao Đông Nam Á 2019. Vận động viên thể dục dụng cụ người Philippines Carlos Yulo được chỉ định là người cầm đuốc và sẽ thắp sáng vạc trong lễ khai mạc.
Lễ khai mạc được lấy cảm hứng từ các lễ khai mạc của Đại hội Thể thao Đông Nam Á 2017 ở Kuala Lumpur, Malaysia và Thế vận hội Mùa đông 2018 ở Pyeongchang, Hàn Quốc. Nhà tổ chức đã công bố kế hoạch tiến hành thắp sáng ngọn lửa kỹ thuật số trong sự kiện này cùng với kế hoạch dự phòng cho "lễ khai mạc truyền thống, bình thường". FiveCurrents, những người sáng tạo nội dung trực tiếp đã tạo ra lễ khai mạc và bế mạc London 2012, cũng sẽ tổ chức lễ khai mạc Đại hội Thể thao Đông Nam Á 2019 cùng với các nhà sản xuất địa phương; Video Sonic và sân khấu thủ công.
Nghệ sĩ người Mỹ gốc Philippines, Apl.de.ap của The Black Eyed Peas sẽ biểu diễn tại lễ khai mạc. Phối hợp với Ryan Cayabyab, anh sẽ biểu diễn một bản phối lại bài hát của nhóm nhạc, được thể hiện bằng nhạc cụ truyền thống của Philippines và nhạc đệm. Trước đây, ban tổ chức đã liên hệ với một nghệ sĩ người Mỹ gốc Philippines khác, Bruno Mars, để làm điều tương tự. Vào tháng 8 năm 2019, nhà tổ chức đã lên kế hoạch để các nghệ sĩ địa phương Lea Salonga và Arnel Pineda biểu diễn trong lễ khai mạc.

### Lễ bế mạc
Lễ bế mạc sẽ được tổ chức tại sân vận động điền kinh ở thành phố New Clark. The Black Eyed Peas, với tư cách là một nhóm, sẽ biểu diễn trong lễ bế mạc.
Ngoài ra còn có kế hoạch cho các nghệ sĩ đại diện cho 11 quốc gia Đông Nam Á biểu diễn trong lễ khai mạc và bế mạc.

### Các quốc gia tham dự
Tất cả 11 thành viên của Liên đoàn Đại hội Thể thao Đông Nam Á (SEAGF) dự kiến sẽ tham gia Đại hội Thể thao Đông Nam Á 2019. Dưới đây là các NOC tham gia.
- Brunei (257)
- Campuchia (510)
- Indonesia (837)
- Lào (419)
- Malaysia (773)
- Myanmar (952)
- Singapore (666)
- Thái Lan (980)
- Đông Timor (48)
- Việt Nam (856)
- Philippines (1115) (chủ nhà)

### Môn thể thao
529 nội dung của 56 môn thể thao đã được chấp thuận để thi đấu tại Đại hội Thể thao Đông Nam Á 2019, biến kì đại hội này trở thành Đại hội Thể thao Đông Nam Á có số lượng các môn thể thao và nội dung được  tranh tài nhiều nhất. Một danh sách ban đầu gồm 32 môn thể thao sẽ được tranh tài tại Đại hội Thể thao Đông Nam Á 2019 đã được thống nhất sau cuộc họp của Hội đồng Liên đoàn Đại hội Thể thao Đông Nam Á hai ngày từ ngày 16–17 tháng 5 năm 2018 tại Shangri-La at the Fort ở thành phố toàn cầu Bonifacio, Taguig, vùng đô thị Manila. Cầu lông ban đầu bị chủ nhà loại khỏi danh sách sơ bộ, nhưng đã được thêm trở lại sau sự phản đối của Malaysia, Indonesia, Myanmar, Singapore và Thái Lan. Vovinam sau đó đã bị loại khỏi danh sách môn thể thao được ban tổ chức đưa ra vào giữa tháng 12 năm 2018 và polo đã được đưa vào tháng 1 năm 2019.
Dưới đây là các môn thể thao được tranh tài tại đại hội, với số lượng nội dung trong mỗi môn được đặt trong dấu ngoặc:
- Thể thao dưới nước (44)

- Bắn cung (10)

- Võ gậy (20)

- Điền kinh (45)

- Cầu lông

- Bóng chày

- Bóng rổ (4)

- -  Bóng rổ 5x5
  -  Bóng rổ 3x3
- Billiards (10)

- Bowling

- Quyền Anh (13)

- Canoe/Kayak/Đua thuyền truyền thống (10)
  -  Canoeing
  -  Kayak
  -  Đua thuyền truyền thống
- Cờ vua (7)

- Xe đạp (13)

- Khiêu vũ thể thao (14)

- Hai môn phối hợp

- Thể thao điện tử (6)

- Đấu kiếm (12)

- Trượt băng nghệ thuật

- Bóng đá (2)

- Khúc côn cầu

- -  Khúc côn cầu trên băng (1)

- -  Khúc côn cầu trong nhà (2)

- Golf

- Thể dục dụng cụ (19)

- -  Artistic (12)
  -  Aerobic (2)
  -  Rhythmic (5)
- Bóng ném bãi biển

- Khúc côn cầu trên băng (1)

- Khúc côn cầu trong nhà

- Judo (16)

- Ju-jitsu (11)

- Karate (13)

- Kickboxing

- Kurash (10)

- Bowling trên cỏ/Bi sắt (10)
  -  Bowling trên cỏ

- -  Bi sắt

- Muay Thái

- Năm môn phối hợp hiện đại

- Bóng lưới

- Vượt chướng ngại vật

- Pencak silat

- Polo

- Chèo thuyền

- Bóng bầu dục bảy người

- Thuyền buồm (11)

- Thuyền buồm/Lướt ván buồm (11)
  -  Thuyền buồm

- -  Lướt ván buồm

- Sambo

- Cầu mây

- Bắn súng (14)

- Trượt ván

- Soft tennis

- Bóng mềm

- Bóng quần

- Lướt sóng

- Bóng bàn

- Taekwondo (22)

- Quần vợt (5)

- Ba môn phối hợp

- Bóng chuyền

- Wakeboarding

- Cử tạ (10)

- Vật

- Wushu (16)

Ngoài ra, còn có các nội dung biểu diễn:
- Cờ vua (3)

- Khúc côn cầu dưới nước

Đề xuất bao gồm các môn thể thao bổ sung đã được cho phép thông qua đề xuất của các NOC khác nhau cho đến ngày 13 tháng 6 năm 2018. Có thông tin cho rằng một môn thể thao được đề xuất phải được ít nhất bốn quốc gia ủng hộ để được đưa vào danh sách. Nằm trong số các môn thể thao được đề xuất đưa vào danh sách cuối cùng có thể thao điện tử, bóng lưới, vượt chướng ngại vật, sambo, trượt ván, đá cầu, lướt sóng, trượt nước, leo núi đá thể thao và thể thao aero. Malaysia dự định đề xuất quần vợt, trượt băng và võ thuật, những môn đã xuất hiện trong lần đại hội trước; trong khi Campuchia vận động để đưa vào đại hội quần vợt, bi sắt và vovinam.
Vào ngày 30 tháng 9 năm 2018, trong cuộc họp của Hội đồng Liên đoàn Thể thao Đông Nam Á tại Băng Cốc, các NOC của Đông Nam Á đã phê duyệt tổng cộng 56 môn thể thao được tranh tài tại đại hội; tất cả các môn được đề xuất bởi NOC của quốc gia chủ nhà ngoại trừ các phân môn khúc côn cầu trên sàn, vovinam và khúc côn cầu trong nhà được các NOC khác đề xuất. Arnis (võ gậy), một môn võ cổ truyền của Philippines, lần cuối cùng được giới thiệu như một môn thể thao biểu diễn vào kỳ năm 2005, sẽ là môn thể thao thông thường trong đại hội năm 2019. Hiệp hội thể thao quốc gia của Philippines đã vận động 20 nội dung cho phân môn (16 nội dung đối kháng; 4 nội dung anyo (n.đ. 'form') Lần đầu tiên bóng rổ 3x3 được giới thiệu trong lịch sử các kỳ đại hội.
Sau khi phê duyệt 56 môn thể thao được đề xuất, đã có báo cáo rằng không có môn thể thao bổ sung nào được thêm vào. Tuy nhiên, Ủy ban Olympic Philippines sau đó tuyên bố họ sẽ đề xuất bổ sung bóng ném bãi biển và bóng lưới bãi biển vào danh sách thi đấu chính thức vào tháng 11 sau khi tham khảo ý kiến của các hiệp hội thể thao quốc gia  Sau cuộc họp của Hội đồng Liên đoàn Thể thao Đông Nam Á từ ngày 23–24 tháng 11 năm 2018, sự chấp thuận của 56 môn thể thao được đề xuất đã được hoàn tất với 529 nội dung dự kiến sẽ được tranh tài. Số lượng nội dung đã được hoàn thành vào giữa tháng 12 năm 2018.
Khúc côn cầu dưới nước đã được hạ xuống thành một môn thể thao biểu diễn do không đủ số nước tham gia vào các nội dung.

### Lịch thi đấu
| OC | Lễ khai mạc | ● | Nội dung thi đấu | 1 | Nội dung huy chương vàng | CC | Lễ bế mạc |

|                               |                               | Tháng 11 | Tháng 11 | Tháng 11 | Tháng 11 | Tháng 11 | Tháng 11 | Tháng 11 | Tháng 12 | Tháng 12 | Tháng 12 | Tháng 12 | Tháng 12 | Tháng 12 | Tháng 12 | Tháng 12 | Tháng 12 | Tháng 12 | Tháng 12 | Nội dung         |
| CN 24                         | T2 25                         | T3 26    | T4 27    | T5 28    | T6 29    | T7 30    | CN 1     | T2 2     | T3 3     | T4 4     | T5 5     | T6 6     | T7 7     | CN 8     | T2 9     | T3 10    | T4 11    |          |          | Nội dung         |
| ----------------------------- | ----------------------------- | -------- | -------- | -------- | -------- | -------- | -------- | -------- | -------- | -------- | -------- | -------- | -------- | -------- | -------- | -------- | -------- | -------- | -------- | ---------------- |
| Nghi lễ                       | Nghi lễ                       |          |          |          |          |          |          | OC       |          |          |          |          |          |          |          |          |          |          | CC       | —                |
| Thể thao dưới nước            | Nhảy cầu                      |          |          |          |          |          |          |          |          |          |          |          |          | 2        | 2        |          |          |          |          | 4                |
| Thể thao dưới nước            | Bơi mở rộng                   |          |          |          |          |          |          |          |          |          |          |          |          |          |          |          |          | 1        |          | 1                |
| Thể thao dưới nước            | Bơi lội                       |          |          |          |          |          |          |          |          |          |          | 7        | 6        | 6        | 7        | 6        | 6        |          |          | 38               |
| Thể thao dưới nước            | Bóng nước                     |          |          | ●        | ●        | ●        | ●        |          | 2        |          |          |          |          |          |          |          |          |          |          | 2                |
| Bắn cung                      | Bắn cung                      |          |          |          |          |          |          |          |          |          |          | ●        | ●        | ●        | ●        | 5        | 5        |          |          | 10               |
| Điền kinh                     | Điền kinh                     |          |          |          |          |          |          |          |          |          |          |          |          | 2        | 8        | 12       | 13       | 13       |          | 48               |
| Arnis                         | Arnis                         |          |          |          |          |          |          |          | 8        | 8        | 4        |          |          |          |          |          |          |          |          | 20               |
| Cầu lông                      | Cầu lông                      |          |          |          |          |          |          |          | ●        | ●        | 1        | 1        | ●        | ●        | ●        | ●        | 5        |          |          | 7                |
| Bóng chày                     | Bóng chày                     |          |          |          |          |          |          |          |          | ●        | ●        | ●        | ●        | ●        | ●        | 1        |          |          |          | 1                |
| Bóng mềm                      | Bóng mềm                      |          |          |          |          |          |          |          |          | ●        | ●        | ●        |          | ●        | ●        | 2        |          |          |          | 2                |
| Bóng rổ                       | Bóng rổ                       |          |          |          |          |          |          |          |          |          |          | ●        | ●        | ●        | ●        | ●        | ●        | 2        |          | 4                |
| Bóng rổ                       | Bóng rổ 3x3                   |          |          |          |          |          |          |          | ●        | 2        |          |          |          |          |          |          |          |          |          | 4                |
| Billiards                     | Billiards                     |          |          |          |          |          |          |          |          |          | ●        | ●        | 1        | 1        | 1        | 2        | 2        | 3        |          | 10               |
| Bowling                       | Bowling                       |          |          |          |          |          |          |          |          |          | 2        | 2        | 1        | 2        | ●        | 2        |          |          |          | 9                |
| Quyền Anh                     | Quyền Anh                     |          |          |          |          |          |          |          |          |          |          | ●        | ●        | ●        |          | ●        | 13       |          |          | 13               |
| Canoeing                      | Canoeing                      |          |          |          |          |          |          |          |          |          | 4        | 3        |          |          | 3        | 3        |          |          |          | 13               |
| Cờ vua                        | Cờ vua                        |          |          |          |          |          |          |          | ●        | ●        | ●        | ●        | ●        | ●        | ●        | ●        |          |          |          | TBA              |
| Xe đạp                        | Xe đạp                        |          |          |          |          |          |          |          | 2        | 1        |          | 2        | 1        | 1        | 2        |          | 1        | 2        |          | 12               |
| Khiêu vũ thể thao             | Khiêu vũ thể thao             |          |          |          |          |          |          |          | 4        |          |          |          |          |          |          |          |          |          |          | 4                |
| Thể thao điện tử              | Thể thao điện tử              |          |          |          |          |          |          |          |          |          |          |          | ●        | ●        | ●        | 1        | 3        | 2        |          | 6                |
| Đấu kiếm                      | Đấu kiếm                      |          |          |          |          |          |          |          |          |          | 2        | 2        | 2        | 2        | 2        | 2        |          |          |          | 12               |
| Khúc côn cầu trên cứng        | Khúc côn cầu trên cứng        |          | ●        | ●        | ●        | ●        | ●        |          | 2        |          |          |          |          |          |          |          |          |          |          | 2                |
| Bóng đá                       | Bóng đá                       |          | ●        | ●        | ●        | ●        | ●        |          | ●        | ●        | ●        | ●        | ●        |          | ●        | 1        |          | 1        |          | 2                |
| Golf                          | Golf                          |          |          |          |          |          |          |          |          |          |          | ●        | ●        | ●        | ●        | 4        |          |          |          | 4                |
| Thể dục dụng cụ               | Thể dục dụng cụ               |          |          |          |          |          |          |          | 1        | 1        | 5        | 5        |          | ●        | 5        |          | 2        |          |          | 19               |
| Bóng ném bãi biển             | Bóng ném bãi biển             |          |          |          |          |          |          |          |          |          |          |          |          |          | ●        | ●        | ●        | ●        | 1        | 1                |
| Khúc côn cầu trong nhà        | Khúc côn cầu trong nhà        |          |          |          |          |          |          |          |          |          |          | ●        | ●        | ●        | ●        | ●        | ●        | 2        |          | 2                |
| Khúc côn cầu trên băng        | Khúc côn cầu trên băng        |          |          |          |          |          |          |          | ●        | ●        | ●        | ●        | ●        | ●        | ●        | 1        |          |          |          | 1                |
| Trượt băng                    | Trượt băng nghệ thuật         |          |          |          |          |          | ●        |          | 2        |          |          |          |          |          |          |          |          |          |          | 8                |
| Trượt băng                    | Cự ly ngắn                    |          |          |          |          |          |          |          |          |          | 3        | 3        |          |          |          |          |          |          |          | 8                |
| Jujitsu                       | Jujitsu                       |          |          |          |          |          |          |          |          |          |          |          |          |          |          |          | 6        | 5        |          | 11               |
| Judo                          | Judo                          |          |          |          |          |          |          |          |          |          |          | 2        | 6        | 6        | 2        |          |          |          |          | 16               |
| Karate                        | Karate                        |          |          |          |          |          |          |          |          |          |          |          |          |          | 4        | 5        | 4        |          |          | 13               |
| Kickboxing                    | Kickboxing                    |          |          |          |          |          |          |          |          |          |          |          |          |          | ●        | ●        | 3        | 5        |          | 8                |
| Kurash                        | Kurash                        |          |          |          |          |          |          |          | 5        | 5        |          |          |          |          |          |          |          |          |          | 10               |
| Bowling trên cỏ               | Bowling trên cỏ               |          |          |          |          |          |          |          | ●        | ●        | ●        | 6        |          |          |          |          |          |          |          | 6                |
| Bi sắt                        | Bi sắt                        |          |          |          |          |          |          |          |          | ●        | ●        | 2        | ●        | 2        |          |          |          |          |          | 4                |
| Năm môn phối hợp hiện đại     | Năm môn phối hợp hiện đại     |          |          |          |          |          |          |          |          |          |          | 2        | 1        | 2        | 1        |          |          |          |          | 6                |
| Muay Thái                     | Muay Thái                     |          |          |          |          |          |          |          |          |          | 1        | ●        | ●        | ●        | ●        | 7        |          |          |          | 8                |
| Bóng lưới                     | Bóng lưới                     |          | ●        | ●        | ●        | ●        | ●        |          | ●        | 1        |          |          |          |          |          |          |          |          |          | 1                |
| Vượt chướng ngại vật          | Vượt chướng ngại vật          |          |          |          |          |          |          |          |          | ●        |          | 4        |          | 2        |          |          |          |          |          | 6                |
| Pencak silat                  | Pencak silat                  |          |          |          |          |          |          |          |          | 2        | 2        | ●        |          | 5        |          |          |          |          |          | 9                |
| Mã cầu                        | Mã cầu                        | ●        |          | ●        |          | ●        |          |          | 1        |          | ●        | ●        |          | ●        |          | 1        |          |          |          | 2                |
| Chèo thuyền                   | Chèo thuyền                   |          |          |          |          |          |          |          |          |          |          |          | ●        | ●        | 3        | 3        |          |          |          | 6                |
| Bóng bầu dục bảy người        | Bóng bầu dục bảy người        |          |          |          |          |          |          |          |          |          |          |          |          |          | ●        | 2        |          |          |          | 2                |
| Thuyền buồm                   | Thuyền buồm                   |          |          |          |          |          | ●        | ●        | ●        | ●        | ●        | ●        | 7        | ●        | ●        | ●        | 5        |          |          | 12               |
| Sambo                         | Sambo                         |          |          |          |          |          |          |          |          |          |          |          | 4        | 8        |          |          |          |          |          | 12               |
| Cầu mây                       | Cầu mây                       |          |          |          |          |          |          |          | 2        | ●        | ●        | 1        | 1        | ●        | ●        | 1        | ●        | 1        |          | 6                |
| Bắn súng                      | Bắn súng                      |          |          |          |          |          |          |          | ●        | 3        | 2        | 1        | 1        | 1        | 1        | 1        | 1        | 1        |          | 12               |
| Trượt ván                     | Trượt ván                     |          |          |          |          |          |          |          |          |          | ●        | 2        | ●        | 2        | 2        | 2        |          |          |          | 8                |
| Quần vợt mềm                  | Quần vợt mềm                  |          |          |          |          |          |          |          |          |          |          |          |          |          | 1        | 1        | ●        | 1        |          | 3                |
| Bóng quần                     | Bóng quần                     |          |          |          |          |          |          |          | ●        | ●        | 2        | ●        | ●        | 1        | ●        | ●        | 2        |          |          | 5                |
| Lướt sóng                     | Lướt sóng                     |          |          |          |          |          |          |          |          | ●        | ●        | ●        | ●        | ●        | ●        | 1        |          |          |          | 1                |
| Bóng bàn                      | Bóng bàn                      |          |          |          |          |          |          |          |          |          |          |          |          | ●        | 2        | ●        | ●        | 2        |          | 4                |
| Taekwondo                     | Taekwondo                     |          |          |          |          |          |          |          |          |          |          |          |          |          | 5        | 8        | 6        |          |          | 19               |
| Quần vợt                      | Quần vợt                      |          |          |          |          |          |          |          | ●        | ●        | ●        | ●        | ●        | 2        | 3        |          |          |          |          | 5                |
| Hai môn phối hợp              | Hai môn phối hợp              |          |          |          |          |          |          |          |          | 2        |          |          | 1        |          |          |          |          |          |          | 3                |
| Ba môn phối hợp               | Ba môn phối hợp               |          |          |          |          |          |          |          | 2        |          |          | 1        |          |          |          |          |          |          |          | 3                |
| Khúc côn cầu dưới nước        | Khúc côn cầu dưới nước        |          |          |          |          |          |          |          |          | ●        | 2        | ●        | 2        |          |          |          |          |          |          | 4                |
| Bóng chuyền                   | Trong nhà                     |          |          |          |          |          |          |          |          | ●        | ●        | ●        | ●        | ●        | ●        | ●        | 1        | 1        |          | 4                |
| Bóng chuyền                   | Bãi biển                      |          |          |          |          |          | ●        |          | ●        | ●        | ●        | ●        | ●        | 2        |          |          |          |          |          | 4                |
| Lướt ván nước / Mô tô nước    | Lướt ván nước / Mô tô nước    |          |          |          |          |          |          |          |          |          |          |          |          | ●        | ●        | 8        |          |          |          | 8                |
| Cử tạ                         | Cử tạ                         |          |          |          |          |          |          |          | 2        | 3        | 3        | 2        |          |          |          |          |          |          |          | 10               |
| Đấu vật                       | Đấu vật                       |          |          |          |          |          |          |          |          |          |          |          |          |          |          |          | 7        | 7        |          | 14               |
| Wushu                         | Wushu                         |          |          |          |          |          |          |          | 4        | 3        | 11       |          |          |          |          |          |          |          |          | 18               |
| Nội dung huy chương hàng ngày | Nội dung huy chương hàng ngày |          |          |          |          |          |          |          | 37       | 31       | 44       | 48       | 34       | 49       | 54       | 82       | 85       | 49       | 1        | 514              |
| Tổng số tích lũy              | Tổng số tích lũy              |          |          |          |          |          |          |          | 37       | 68       | 112      | 160      | 194      | 243      | 297      | 379      | 464      | 513      | 514      | 514              |
|                               |                               | CN 24    | T2 25    | T3 26    | T4 27    | T5 28    | T6 29    | T7 30    | CN 1     | T2 2     | T3 3     | T4 4     | T5 5     | T6 6     | T7 7     | CN 8     | T2 9     | T3 10    | T4 11    | Tổng số nội dung |
| Tháng 11                      | Tháng 11                      | Tháng 11 | Tháng 11 | Tháng 11 | Tháng 11 | Tháng 11 | Tháng 12 | Tháng 12 | Tháng 12 | Tháng 12 | Tháng 12 | Tháng 12 | Tháng 12 | Tháng 12 | Tháng 12 | Tháng 12 | Tháng 12 |          |          | Tổng số nội dung |

Ghi chú: Chỉ một phần lịch thi đấu. Phân bổ đầy đủ ngày sự kiện huy chương sẽ được công bố..

Nguồn: / Lịch thi đấu hoàn thành

### Bảng tổng sắp huy chương
Đại hội Thể thao Đông Nam Á 2019 có 529 nội dung thuộc 56 môn thể thao, tương ứng với 529 bộ huy chương sẽ được trao. Một số bộ huy chương khác sẽ được phân phối, sẽ được công bố trước lễ trao huy chương của các môn thể thao khác nhau trong đại hội.
Trong bộ môn Điền kinh, ở nội dung Nhảy cao nữ, do có 2 vận động viên đạt thành tích ngang nhau, họ đều giành được huy chương Vàng và vận động viên đứng thứ ba giành huy chương Đồng, điều này dẫn đến việc số huy chương Vàng nhiều hơn số huy chương Bạc hai chiếc.
| Hạng                | Đoàn                | Vàng | Bạc | Đồng | Tổng số |
| ------------------- | ------------------- | ---- | --- | ---- | ------- |
| 1                   | Philippines (PHI)   | 149  | 117 | 121  | 387     |
| 2                   | Việt Nam (VIE)      | 98   | 85  | 105  | 288     |
| 3                   | Thái Lan (THA)      | 92   | 103 | 123  | 318     |
| 4                   | Indonesia (INA)     | 72   | 84  | 111  | 267     |
| 5                   | Malaysia (MAS)      | 55   | 58  | 71   | 184     |
| 6                   | Singapore (SGP)     | 53   | 46  | 68   | 167     |
| 7                   | Myanmar (MYA)       | 4    | 18  | 51   | 73      |
| 8                   | Campuchia (CAM)     | 4    | 6   | 36   | 46      |
| 9                   | Brunei (BRU)        | 2    | 5   | 6    | 13      |
| 10                  | Lào (LAO)           | 1    | 5   | 29   | 35      |
| 11                  | Đông Timor (TLS)    | 0    | 1   | 5    | 6       |
| Tổng số (11 đơn vị) | Tổng số (11 đơn vị) | 530  | 528 | 726  | 1784    |

## Phát sóng
Chỉ có 15 trên tổng số 56 môn thi của kỳ đại hội được nước chủ nhà Philippines tổ chức truyền hình trực tiếp, chủ yếu là các môn Olympic (các môn dưới nước, thể dục dụng cụ, điền kinh, một số môn võ) và bóng đá. Ngoài ra, các sự kiện được chọn cũng có sẵn trên toàn thế giới thông qua trang Facebook chính thức của Đại hội Thể thao Đông Nam Á.
Vào tháng 11 năm 2018, có thông tin cho rằng TV5 đang đàm phán về bản quyền phát sóng cho đại hội thể thao ở Philippines. ABS-CBN, PTV và 5 sẽ phát sóng miễn phí đại hội thể thao trên truyền hình.
Chú giải
  *   Quốc gia chủ nhà (Philippines)
| Các quốc gia trong khu vực quy định sở hữu bản quyền phát sóng Đại hội Thể thao Đông Nam Á 2019 | Các quốc gia trong khu vực quy định sở hữu bản quyền phát sóng Đại hội Thể thao Đông Nam Á 2019 | Các quốc gia trong khu vực quy định sở hữu bản quyền phát sóng Đại hội Thể thao Đông Nam Á 2019                             | Các quốc gia trong khu vực quy định sở hữu bản quyền phát sóng Đại hội Thể thao Đông Nam Á 2019 | Các quốc gia trong khu vực quy định sở hữu bản quyền phát sóng Đại hội Thể thao Đông Nam Á 2019                                                               | Các quốc gia trong khu vực quy định sở hữu bản quyền phát sóng Đại hội Thể thao Đông Nam Á 2019 |
| Mã IOC                                                                                          | Quốc gia                                                                                        | Mạng phát sóng | Kênh truyền hình | Kênh phát thanh | Nền tảng số                                                                                     |
| ----------------------------------------------------------------------------------------------- | ----------------------------------------------------------------------------------------------- | --- | --- | --- | ----------------------------------------------------------------------------------------------- |
| BRU                                                                                             | Brunei                                                                                          | Radio Televisyen Brunei Kristal-Astro                                                                                       | RTB Perdana, RTB Aneka, RTB Sukmaindera, Astro Arena | Nasional FM, Pilihan FM, Pelangi FM, Harmoni FM | RTB Go, Astro GO, NJOI Now                                                                      |
| CAM                                                                                             | Campuchia                                                                                       | Hang Meas | Hang Meas HDTV | Hang Meas FM, Rasmey Hang Meas FM |                                                                                                 |
| INA                                                                                             | Indonesia                                                                                       | MNC Media Kompas Gramedia Group                                                                                             | TVRI, RCTI, MNCTV, GTV, iNews, Kompas TV(chỉ cập nhật tin tức), MNC Vision, MNC Play, K-Vision | RRI, MNC Trijaya FM, Global Radio, V Radio, RDI, Sonora Radio(chỉ cập nhật tin tức), Motion FM(chỉ cập nhật tin tức), Smart FM(chỉ cập nhật tin tức)          | TVRI Klik,RCTI+, Roov, MeTube,MNC Now                                                           |
| LAO                                                                                             | Lào                                                                                             | Đài Truyền hình và Phát thanh Quốc gia Lào                                                                                  | LNTV | Đài Phát thanh Quốc gia Lào |                                                                                                 |
| MAS                                                                                             | Malaysia                                                                                        | Radio Televisyen Malaysia Astro                                                                                             | TV1, TV2, TV Okey, Astro Arena | Nasional FM, Asyik FM, TraXX FM, Ai FM, Minnal FM | MyKlik, Astro GO, NJOI Now                                                                      |
| MYA                                                                                             | Myanmar                                                                                         | Đài Truyền hình và Phát thanh Myanmar                                                                                       | Truyền hình Myanmar, MRTV-4, MRTV | Phát thanh Myanmar |                                                                                                 |
| PHI                                                                                             | Philippines                                                                                     | NEP Group Radio Television Malacañang ABS-CBN TV5 Network/Cignal Nine Media Corporation Bombo Radyo Philippines GMA Network | People's Television Network S+A ABS-CBN (độc quyền lễ khai mạc) DZMM TeleRadyo Liga 5 5 Plus One PH One Sports Team Pilipinas Channel SEA Games Channel SEA Games News Channel CNN Philippines GMA GMA News TV | DZMM Radyo Patrol 630 Radyo5 92.3 News FM Manila Radyo Pilipinas 738 AM Radyo Pilipinas 2 918 AM 87.5 FM1 104.3 FM2 102.7 Star FM Manila Super Radyo DZBB 594 | ESPN5 iWant Sports GMA News Online                                                              |
| SGP                                                                                             | Singapore                                                                                       | Mediacorp | Channel 5, CNA(chỉ cập nhật tin tức)Channel U(chỉ cập nhật tin tức) Channel 8(chỉ cập nhật tin tức) | 987FM Capital 95.8FM Class 95FM CNA938 Gold 905FM Love 97.2FM Symphony 92.4FM Y.E.S. 93.3FM                                                                   | Toggle                                                                                          |
| THA                                                                                             | Thái Lan                                                                                        | Television Pool of Thailand (TV Pool)                                                                                       | BEC-TV Channel 3 Royal Thai Army Channel 5 BBTV Channel 7 MCOT Channel 9 NBT Channel 11 | MCOT Radio Network NBT Radio | Bugaboo TV TrueID                                                                               |
| TLS                                                                                             | Đông Timor                                                                                      | RTTL | Truyền hình Đông Timor | Phát thanh Đông Timor |                                                                                                 |
| VIE                                                                                             | Việt Nam                                                                                        | VTV HTV VTC VOV | VTV2, VTV5, VTV6, HTV Thể Thao, HTV9, VTC1, VTC3, VTC6, VTC8, VTC9, VOVTV, K+PM, Bóng Đá TV, Thể Thao TV, ĐNRTV, BPTV, THVL (chỉ cập nhật tin tức)                                                             | VOV1, VOV2 | VTVCab, SCTV, FPT                                                                               |
| KOR                                                                                             | Hàn Quốc                                                                                        | SBS, SPOTV | SBS Sports, SPOTV (chỉ các trận đấu bóng đá nam của U-22 Việt Nam) | | SBS, SPOTV                                                                                      |

## Quan ngại và tranh cãi
Đại hội Thể thao Đông Nam Á 2019 đã được tổ chức với một loạt các tranh cãi, từ các cáo buộc tham nhũng đến việc đối xử với các phái đoàn.